# Dương Quý Sỹ
Dương Quý Sỹ (sinh ngày 13 tháng 1 năm 1967) là một bác sĩ, chuyên gia sức khỏe về hô hấp và bệnh lý giấc ngủ, ông hiện đang làm hiệu trưởng trường Cao đẳng Y tế Lâm Đồng.
Ông là một giáo sư, tiến sĩ khoa học, hiện đang đại diện cho Việt Nam tại Hội đồng hô hấp châu Âu (ERS), Hội đồng Hen Toàn cầu (GINA) và Bệnh Phổi tắc nghẽn mãn tính Toàn cầu (GOLD); là Đại sứ của ERS, đại diện Hội phổi Pháp ngữ tại Việt Nam; tổng biên tập Tạp chí Mạch máu Nội - Ngoại khoa Hoa Kỳ và tạp chí Hô hấp Pháp - Việt; phó chủ tịch Hội hô hấp Việt Nam.
Ông được Trung tâm khoa học quốc tế biên niên Cambridge – Anh bầu chọn vào "Top 100 chuyên gia y tế trong năm 2015" và Tổ chức Marquis Who’s who bầu vào danh sách "1.000 người đã đóng góp cho thế giới khoa học và kỹ thuật năm 2014 - 2015".

## Sự nghiệp

### Học vấn
1985-1991: Tốt nghiệp Bác sĩ Đa khoa, Đại học Y dược – thành phố Hồ Chí Minh
1992: Tốt nghiệp Sơ bộ chuyên khoa Nội, Đại học Y dược – thành phố Hồ Chí Minh
1995: Tốt nghiệp Bác sĩ chuyên khoa 1 – Nội khoa, Đại học Y dược – thành phố Hồ Chí Minh
1996: Lấy bằng Chuyên khoa Hô hấp, Trung tâm Bệnh phổi Chevilly Larue, Pháp
1999: Tốt nghiệp Thạc sĩ Nội khoa, Chuyên ngành Hô hấp, Đại học Y dược – thành phố Hồ Chí Minh
2002: Lấy bằng sau Đại học về Bệnh lý Hô hấp, Đại học Victor Segalen, Bordeaux, Pháp
2006: Tốt nghiệp Thạc sĩ Khoa học, Bệnh lý Hô hấp – Tim mạch; Đại học Paris XII, Pháp
2007: Bằng sau Đại học về Bệnh lý Hô hấp; Đại học Paris XII, Pháp
2008: Bằng sau Đại học các Kỹ thuật thăm dò chức năng trong Bệnh lý Hô hấp; Đại học Paris VI-XII, Pháp.
2009: Tốt nghiệp Tiến sĩ Khoa học hạng xuất sắc, Chuyên ngành Sinh bệnh học Hô hấp; Đại học Paris-EST, Pháp.
2010-2013: Hậu Tiến sĩ Khoa học, Chuyên ngành Bệnh lý Hô hấp; Đại học Paris Descartes, Pháp

### Công tác
1993 - 2005: Trưởng phòng Đào tạo-Nghiên cứu khoa học, Giảng viên Trường Trung cấp Y tế Lâm Đồng.  
2001, 2005, 2006: Bác sĩ Nội trú, Khoa Hô hấp bệnh viện Haut Levêque - Bordeaux và bệnh viện Cochin – Paris
2005 - 2013: Phó hiệu trưởng trường Cao đẳng Y tế Lâm Đồng
2007 - hiện nay: Bác sĩ chuyên khoa Phổi bệnh viện Cochin và Giảng viên kiêm nhiệm đại học Y khoa Paris Descartes
2013 - 2018: Hiệu trưởng Trường Cao đẳng Y tế Lâm Đồng; cố vấn chuyên khoa Hô hấp - HSCC, bệnh viện đa khoa Lâm Đồng

### Danh hiệu quốc tế
Năm 2015: Được bầu chọn "Top 100 chuyên gia sức khỏe Thế giới" do Hội đồng Biên niên sử Quốc tế trụ sở tại Cambridge-Anh trao tặng
Năm 2015: Được bầu chọn danh sách "1.000 người có đóng góp cho KHKT thế giới" bởi tổ chức Marquis Who's Who "- Mỹ
Năm 2015: Top 10 nhà khoa học tỉnh Lâm Đồng giai đoạn 2005 – 2015
Năm 2013: Đặc cách Huân chương lao động hạng 3 của Chủ tịch nước vì thành tích KHCN
Năm 2010: Giải thưởng nghiên cứu Nitric Oxide – Pháp

## Tác phẩm
- Chứng ngưng thở khi ngủ 2010
- Các bệnh dị ứng 2010
- Bệnh phổi tắc nghẽn mãn tính COPD 2012
- Oxit Ni tơ thở ra 2013
- Tăng huyết áp động mạch phổi 2016